# باغ عدن (فیلم ۱۹۲۸)
باغ عدن (انگلیسی: The Garden of Eden) فیلمی در ژانر درام به کارگردانی لوئیس مایلستون است که در سال ۱۹۲۸ منتشر شد. از بازیگران آن می‌توان به کورین گریفیت اشاره کرد.